# Tethea or
l'Or, la Double-Bande brune
Espèce
Tethea or,  communément appelé l’Or ou la Double-Bande brune, est une espèce de Lépidoptères de la famille des Drepanidae décrite par Denis & Schiffermüller en 1775.

## Répartition
Cette espèce se retrouve en Europe, à l'exception des parties méridionales, ainsi qu'en Asie de l'Est. Elle est présente dans l'ensemble de la France métropolitaine,. 

## Description
Ce papillon a une envergure comprise entre 38 et 43 mm. Les ailes antérieures sont de couleurs grises mais peuvent également tendre vers le grisâtre, quatre lignes irrégulièrement dentées de couleurs noires forment une bande antémédiane, trois à quatre lignes similaires forme également une bande postmédiane,. Ces bandes délimitent une aire, généralement de couleurs plus claires, sur laquelle figurent des macules blanches peu marquées dont la forme évoque le chiffre "80",. Les ailes postérieures sont brunâtres et ont des franges grises,.  

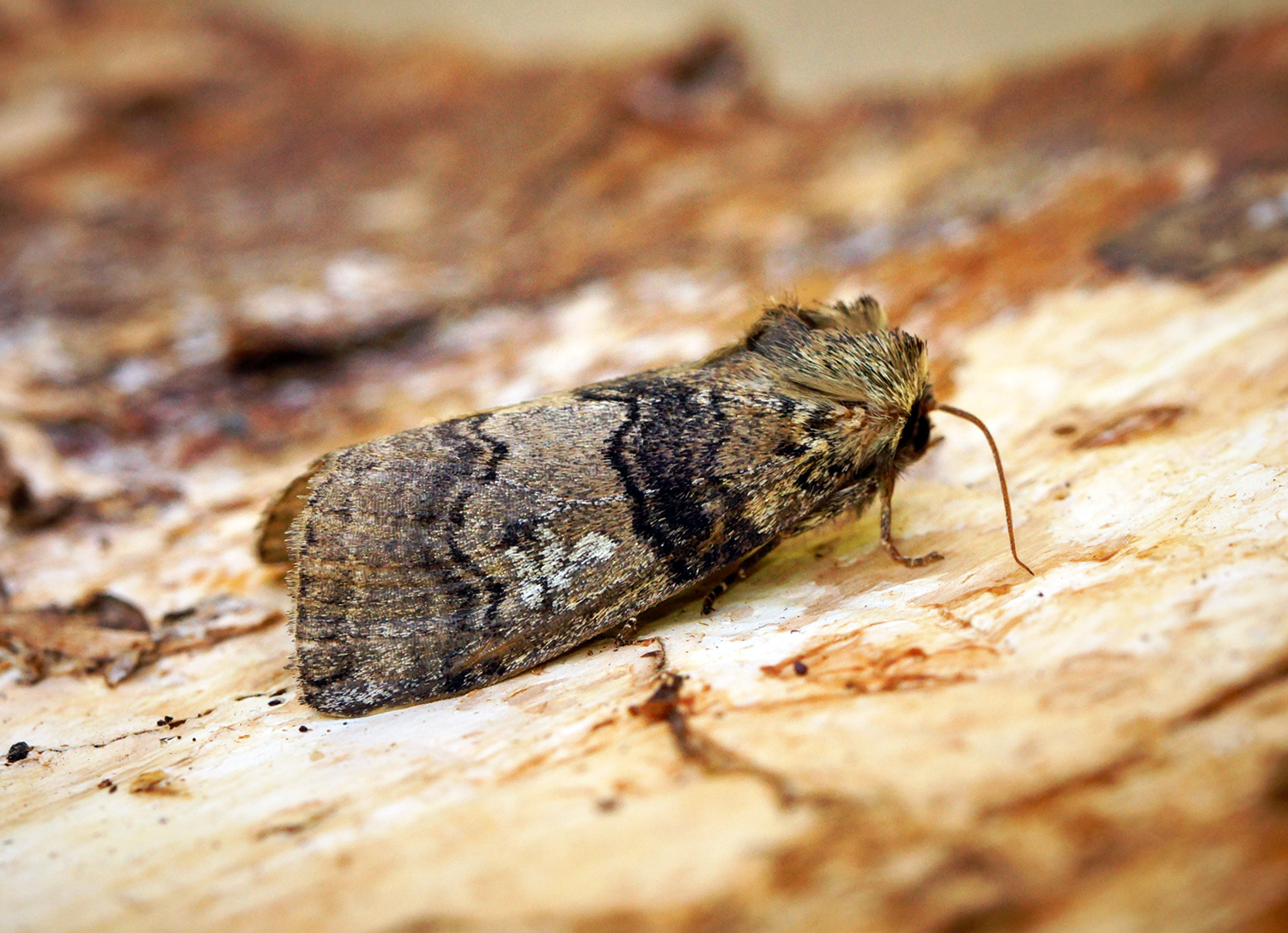
Vue latérale de Tethea or avec ses macules blanches peu marquées.

Tethea or peut être confondue avec l'espèce voisine Tethea ocularis, mais cette dernière a des macules blanches et noires bien marquées dont la forme rappelle le chiffre "80". De plus, les franges des ailes postérieures sont blanches chez Tethea ocularis,. 

## Biologie
C'est une espèce univoltine dont les imagos peuvent être observés, en France, d'avril à septembre dans les vallons et forêts humides. La chenille se nourrit de feuilles d'arbres du genre Salix et Populus,,. 

## Liste des sous-espèces
Selon GBIF (23 juillet 2025) :
- Tethea or hela (Rangnow, 1935)
- Tethea or hibernica (Turner, 1927)
- Tethea or koreibia (Bryk, 1948)
- Tethea or nigrescens Werny, 1966
- Tethea or or
- Tethea or scotica (Tutt, 1891)
- Tethea or terrosa (Graeser, 1888)

## Systématique
Le nom valide de ce taxon est Tethea or,.
L'espèce a été initialement classée dans le genre Noctua sous le protonyme Noctua or (Denis & Schiffermüller), 1775.
Ce taxon porte en français les noms vernaculaires ou normalisés suivants : Or (L'), Double-Bande brune (La),.
Tethea or a pour synonymes :
- Bombyx undata Fabricius, 1787
- Cymatophora albingensis Warnecke, 1908
- Cymatophora albingoflavimacula Hasebroek, 1916
- Cymatophora albingoradiata Bunge, 1911
- Cymatophora albingosubcoeca Bunge, 1913
- Cymatophora clausa Wehrli, 1917
- Cymatophora costaenigrata Kujau, 1917
- Cymatophora costinigrata Kujau, 1917
- Cymatophora discolor Warren, 1912
- Cymatophora fasciata Spuler, 1908
- Cymatophora fasciata Stöckl, 1922
- Cymatophora flavistigmata Tutt, 1891
- Cymatophora fuscostigmata Strand, 1903
- Cymatophora juncta Kaucki, 1922
- Cymatophora marginata Warnecke, 1911
- Cymatophora obsoleta Valle, 1941
- Cymatophora or (Denis & Schiffermüller, 1775)
- Cymatophora permarginata Hasebroek
- Cymatophora roberti Ruhmann, 1913
- Cymatophora tangens Strand, 1927
- Cymatophora unimaculata Aurivillius, 1888
- Noctua consobrina Borkhausen, 1790
- Noctua gemina Beckwith, 1794
- Noctua octogena Esper, 1791
- Noctua or (Denis & Schiffermüller), 1776
- Noctua ypsilon-graecum Goeze, 1781
- Palimpsestis confluens Closs, 1917
- Palimpsestis dilutior Rangnow, 1935
- Palimpsestis or (Denis & Schiffermüller, 1775)
- Palimpsestis rufa Houlbert, 1921
- Phalaena gamma-graecum Retzius, 1783
- Phalaena or Denis & Schiffermüller, 1775
- Tethea nigrescens Lempke, 1960
- Tethea nigrofasciata Lempke, 1960
- Tethea radiata Lempke, 1960
- Tethea simplex Lempke, 1960